# Kolarstwo na Letnich Igrzyskach Olimpijskich 2016 – sprint drużynowy kobiet
Sprint drużynowy mężczyzn podczas Letnich Igrzysk Olimpijskich 2016 rozegrany został 12 sierpnia na torze Rio Olympic Velodrome w Rio de Janeiro.

## Terminarz
Czas w Rio de Janeiro (UTC-3:00)
| Data             | Godzina |                |
| ---------------- | ------- | -------------- |
| 12 sierpnia 2016 | 16:00   | Eliminacje     |
| 12 sierpnia 2016 | 17:17   | Pierwsza runda |
| 12 sierpnia 2016 | 18:00   | Finały         |

## Wyniki

### Eliminacje
Osiem najszybszych drużyn awansowała do pierwszej rundy.  
| Pozycja | Państwo       | Zawodnicy                          | Wynik  | Uwagi |
| ------- | ------------- | ---------------------------------- | ------ | ----- |
| 1.      | Chiny         | Gong Jinjie Zhong Tianshi          | 32,305 | Q,    |
| 2.      | Rosja         | Darja Szmielowa Anastasija Wojnowa | 32,655 | Q     |
| 3.      | Niemcy        | Kristina Vogel Miriam Welte        | 32,673 | Q     |
| 4.      | Australia     | Anna Meares Stephanie Morton       | 32,881 | Q     |
| 5.      | Holandia      | Laurine van Riessen Elis Ligtlee   | 33,189 | Q     |
| 6.      | Francja       | Sandie Clair Virginie Cueff        | 33,625 | Q     |
| 7.      | Kanada        | Kate O’Brien Monique Sullivan      | 33,735 | Q     |
| 8.      | Hiszpania     | Tania Calvo Helena Casas           | 33,891 | Q     |
| 9.      | Nowa Zelandia | Natasha Hansen Olivia Podmore      | 34,346 |       |

### Pierwsza runda
W pierwszej rundzie podział na poszczególne wyścigi odbył się na podstawie kwalifikacji i odbył się według zasady:

Wyścig 1 : 4 drużyna kwalifikacji z 5 drużyną kwalifikacji

Wyścig 2 : 3 drużyna kwalifikacji z 6 drużyną kwalifikacji

Wyścig 3 : 2 drużyna kwalifikacji z 7 drużyną kwalifikacji

Wyścig 4 : 1 drużyna kwalifikacji z 8 drużyną kwalifikacji

Zwycięzcy wyścigów zgodnie z osiągniętymi czasami awansowali do wyścigów o medale (dwaj pierwsi o złoty medal dwaj pozostali o medal brązowy). Pozostałe drużyny zostały sklasyfikowane na podstawie uzyskanych czasów.
| Pozycja | Wyścig | Kraj      | Zawodnik                           | Wynik  | Uwagi |
| ------- | ------ | --------- | ---------------------------------- | ------ | ----- |
| 1.      | 4      | Chiny     | Gong Jinjie Zhong Tianshi          | 31,928 | Q     |
| 2.      | 3      | Rosja     | Darja Szmielowa Anastasija Wojnowa | 32,324 | Q     |
| 3.      | 1      | Australia | Anna Meares Stephanie Morton       | 32,636 | Q     |
| 4.      | 2      | Niemcy    | Kristina Vogel Miriam Welte        | 32,806 | Q     |
| 5.      | 1      | Holandia  | Laurine van Riessen Elis Ligtlee   | 32,792 |       |
| 6.      | 2      | Francja   | Sandie Clair Virginie Cueff        | 33,517 |       |
| 7.      | 4      | Hiszpania | Tania Calvo Helena Casas           | 33,531 |       |
| 8.      | 3      | Kanada    | Kate O’Brien Monique Sullivan      | 33,684 |       |

## Finały

### Runda medalowa
| Wyścig          | Kraj      | Zawodnik                           | Czas   | Pozycja |
| --------------- | --------- | ---------------------------------- | ------ | ------- |
| o złoty medal   | Chiny     | Gong Jinjie Zhong Tianshi          | 32,107 | złoto   |
| o złoty medal   | Rosja     | Darja Szmielowa Anastasija Wojnowa | 32,401 | srebro  |
| o brązowy medal | Niemcy    | Kristina Vogel Miriam Welte        | 32,636 | brąz    |
| o brązowy medal | Australia | Anna Meares Stephanie Morton       | 32,658 | 4.      |